# How Far Is Tattoo Far?
How Far Is Tattoo Far? é um reality show americano apresentado por Nicole Polizzi e Nico Tortorella que estreou em 11 de outubro de 2018 na MTV. É a versão americana da série britânica Just Tattoo of Us. Cada episódio apresenta pares de amigos ou familiares que criaram uma tatuagem para o outro. A tatuagem não é revelada até o final do programa; mantendo-os e o espectador em suspense.
Este programa contou com Nilsa Prowant e Aimee Hall de Floribama Shore, Angelina Pivarnick de Jersey Shore com sua noiva, e Cara Maria Sorbello e Paulie Calafiore do The Challenge.

## Resumo da série
| Temporadas | Temporadas | Episódios | Exibição original     | Exibição original  |
| Temporadas | Temporadas | Episódios | Estreia de temporada  | Final de temporafa |
| ---------- | ---------- | --------- | --------------------- | ------------------ |
|            | 1          | 10        | 11 de outubro de 2018 | November 8, 2018   |

## Episódios
| ## | # | Título                   | Exibição original                                                 | Código de produção |
| --- | - | ------------------------ | ----------------------------------------------------------------- | ------------------ |
| 1 | 1 | "Secrets from the Shore" | 11 de outubro de 2018 15 de janeiro de 2019 24 de janeiro de 2019 | 101                |
| A veterana de Jersey Shore Angelina testa o amor de seu noivo pelo seu lado perigoso com uma tatuagem que é horrível. Enquanto isso, melhores amigas revelam seus segredinhos sujos com tatuagens.          |   |                          |                                                                   |                    |
| 2 | 2 | "Politics That Stink"    | 11 de outubro de 2018 15 de janeiro de 2019                       | 102                |
| Primos tentam se vingar um do outro com tatuagens que vão longe demais. Ex-namoradas continuam inimigas quando decidem ser sinceras com tatuagens difíceis de engolir.                                      |   |                          |                                                                   |                    |
| 3 | 3 | "Drunk Lessons"          | 18 de outubro de 2018 22 de janeiro de 2019                       | 103                |
| Uma amizade de Jersey é colocada em teste quando um segredo é falado. Colegas de quarto bêbados ensinam um ao outro uma lição com tatuagens que ficam na linha tênue entre cruel e real.                    |   |                          |                                                                   |                    |
| 4 | 4 | "Mamma Knows Best"       | 18 de outubro de 2018 22 de janeiro de 2019                       | 104                |
| Um filhinho da mamãe aprende uma lição de relacionamento difícil quando sua namorada o confronta com uma tatuagem. E a coisa sai do controle quando uma irmã revela um segredo diabólico sobre sua cunhada. |   |                          |                                                                   |                    |